# Pinus serotina
Pinus serotina Michx. – gatunek drzewa z rodziny sosnowatych (Pinaceae). Występuje w stanie dzikim w USA (Alabama, Delaware, Floryda, Georgia, Maryland, New Jersey, Karolina Północna, Karolina Południowa, Wirginia).

## Morfologia

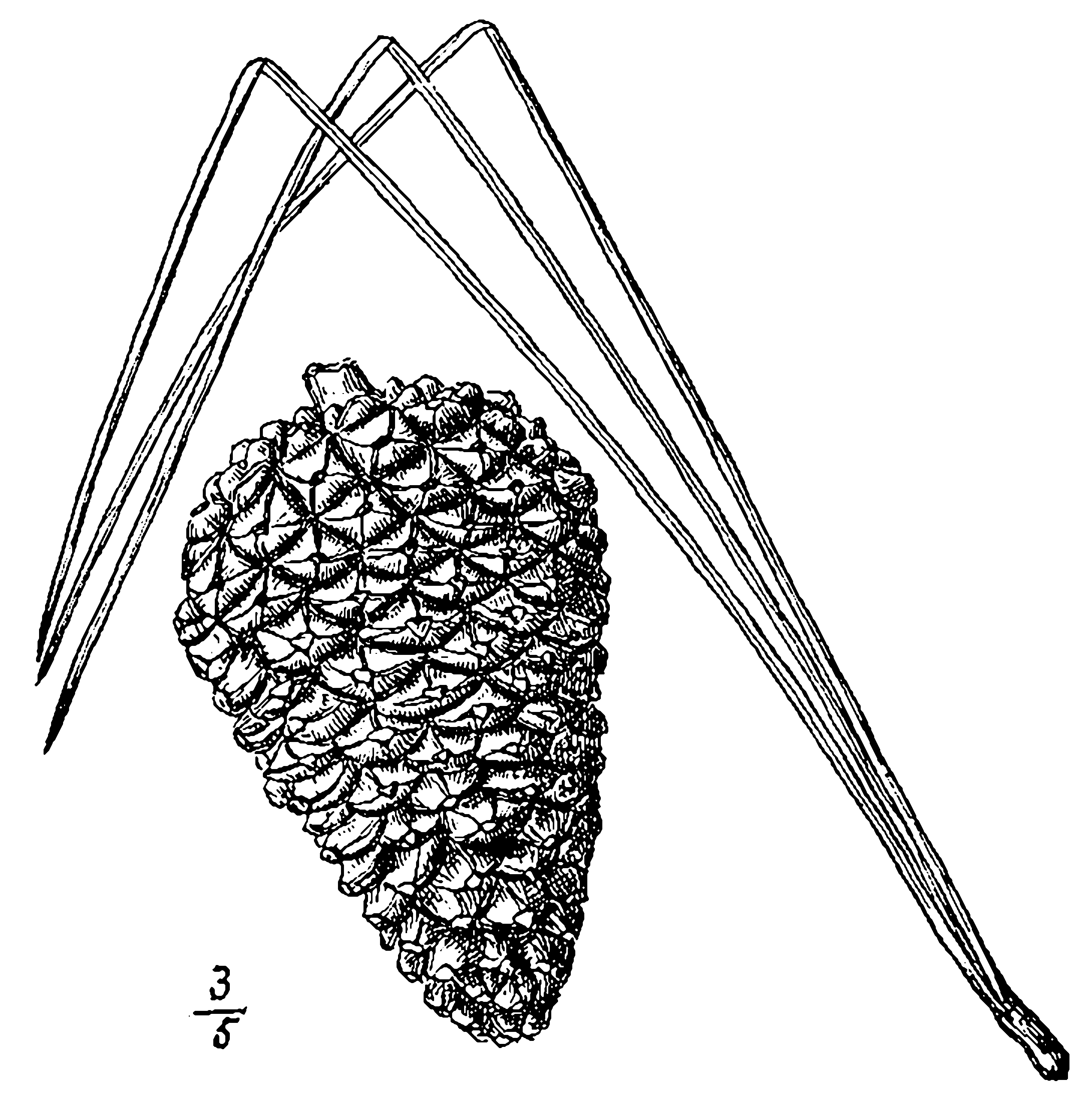
Igły i szyszka

PokrójKorona nieregularna, zaokrąglona lub płaska.
PieńPień prosty lub skrzywiony, osiąga 21 m wysokości i 0,6 m średnicy. Kora brązowa, nieregularnie spękana.
LiścieIgły zebrane po 3 na krótkopędzie, długości (12)15–20(21) cm, szerokości 1,3–1,5 cm jasnozielone, lekko skręcone, brzegiem drobnoząbkowane.
SzyszkiSzyszki męskie cylindryczne, żółto-brązowe, o długości do 30 mm. Szyszki żeńskie o długości 5–8 cm, siedzące na gałęzi lub osadzone na krótkiej szypułce o długości do 1 cm. Tarczki łusek opatrzone niewielkim kolcem. Nasiona jajowate, o długości 5–6 mm, jasnobrązowe, opatrzone skrzydełkiem o długości do 20 mm.
Gatunki podobneSosna smołowa (Pinus rigida) – odróżnia się od P. serotina krótszymi igłami i z reguły krótszymi szyszkami.

## Biologia i ekologia
Drzewo wiecznie zielone. Igły pozostają na drzewie przez 2–3 lata.
Drzewo jednopienne. Pylenie następuje na początku marca na Florydzie, około miesiąc później w Karolinie Północnej. W całym zasięgu pyli później niż towarzyszące jej Pinus taeda i P. elliottii. Nasiona produkuje w młodym wieku, dziesięcioletnie drzewka posiadają po kilka szyszek. Liczba szyszek rośnie wraz z wiekiem aż do osiągnięcia 30 lat. Drzewa starsze produkują średnio 170–200 szyszek. Szyszki otwierają się pod wpływem wysokiej temperatury, zazwyczaj podczas pożaru lasu. Otwarte szyszki pozostają na drzewie przez wiele lat.
Drzewa tego gatunku mają zdolność wypuszczania pędów z pnia i gałęzi, po silnym uszkodzeniu przez wysoką temperaturę i ogień podczas pożaru. Jest to adaptacja nietypowa dla sosen. Uszkodzone siewki i starsze drzewa wypuszczają wiele pędów z pozostałości pnia. Pędy te wyrastają ze śpiących pąków, chronionych przez korę. Kiedy drzewo zostaje uszkodzone, pąki te zaczynają rosnąć i pozwalają odnowić utracone ulistnienie i koronę.
Rośnie przeważnie na wilgotnych stanowiskach, w pobliżu strumieni, mokradeł i sadzawek. Tam, gdzie Pinus serotina jest dominującym drzewem, towarzyszą jej gęste, krzaczaste zarośla. Prawie zawsze jest wśród nich obecna kolcorośl z gatunku Smilax laurifolia. Występuje także m.in. razem z Pinus taeda, Pinus elliottii i Chamaecyparis thyoides. Nie toleruje zacienienia.

## Systematyka i zmienność
Pozycja gatunku w obrębie rodzaju Pinus:
- podrodzaj Pinus
  - sekcja Trifoliae
    - podsekcja Australes
      - gatunek P. serotina

Gatunek traktowany przez niektórych botaników jako podgatunek lub odmiana sosny smołowej: Pinus rigida Miller subsp. serotina (Michaux) R.T. Clausen, P. rigida var. serotina (Michaux) Hoopes.
Tworzy naturalne mieszańce z Pinus taeda. Na północy zasięgu krzyżuje się także z sosną smołową (Pinus rigida).

## Zagrożenia
Międzynarodowa organizacja IUCN przyznała temu gatunkowi kategorię zagrożenia LC (least concern), czyli jest gatunkiem o niskim ryzyku wymarcia.

## Choroby i szkodniki
- Czyreń sosnowy (Phellinus pini) – grzyb, najgroźniejszy patogen P. serotina, najczęściej atakujący uszkodzone drzewa. Powszechny w starszych populacjach.
- Cronartium quercuum – grzyb powodujący rakowacenie pnia i gałęzi.
- Hypoderma lethale i Scirrhia acicola – grzyby powodujące czasami brązowienie i obumieranie igieł.
- Szyszeń (Dioryctria spp.) i Leptoglossus corculus – owady żerujące na szyszkach i nasionach.